# Оздениж
Оздениж (укр. Озденіж) — село в Луцкой городской общине Луцкого района Волынской области Украины.
До 2020 года входило в Рожищенский район.
Код КОАТУУ — 0724582602. Население по переписи 2001 года составляет 189 человек. Почтовый индекс — 45154. Телефонный код — 3368. Занимает площадь 1,68 км².